# Andrzej Niezabitowski
Andrzej Maciej Niezabitowski (ur. 13 marca 1943 we Lwowie) – polski architekt, teoretyk i historyk architektury, nauczyciel akademicki, pracownik naukowy, emerytowany profesor zwyczajny w Politechnice Śląskiej.

## Edukacja
W latach 1962–1968 Andrzej Niezabitowski studiował na Wydziale Architektury Politechniki Krakowskiej, gdzie uzyskał w 1968  dyplom mgr inż. architekta. Pracę doktorską obronił w 1973 r. na Wydziale Budownictwa i Architektury Politechniki Śląskiej. W 1983 r. otrzymał stopień naukowy dr habilitowanego na Wydziale Architektury Politechniki Wrocławskiej, a w 1991 objął stanowisko profesora nadzwyczajnego na Wydziale Architektury Politechniki Śląskiej. W 1996 r. Prezydent RP nadał mu tytuł naukowy profesora w dziedzinie nauk technicznych. Stanowisko profesora zwyczajnego w Politechnice Śląskiej objął w 1999 r.

## Dorobek naukowy
Jest autorem ponad 90 publikacji, w tym 66 samodzielnych artykułów naukowych (sześć w czasopismach zagranicznych) oraz 13 publikacji wspólnych (50% współautorstwa), a także kilkunastu artykułów popularnych. Ponadto opublikował cztery książki z zakresu teorii i historii architektury. Główne kierunki poszukiwań badawczych to percepcja i poznawanie architektury, morfologia przestrzeni architektonicznej, teoria i historia architektury modernizmu. W swoim dorobku ma szereg pobytów stypendialnych w kilku uczelniach zagranicznych, m.in.: Escuela Tecnica Superior de Arquitettura, Barcelona – 1990 (stypendium rządu hiszpańskiego), University of Cambridge, UK – 1993 (stypendium New Hall College, Cambridge).
Prowadził liczne prace redakcyjne jako redaktor seryjnego wydawnictwa Modelowe formy zagospodarowania Górnośląskiego Okręgu Przemysłowego KUiA w latach 1979–1983, redaktor naukowy serii Architektura Zeszytów Naukowych Pol. Śl. (1974–1993). Był redaktorem serii FM Jakość i zarządzanie w przestrzeni architektonicznej  (Tom 1,2,3 1998 -1999). Jest członkiem rady redakcyjnej czasopisma Zachowanie, Środowisko, Architektura (Poznań, od 1998) oraz kilku zagranicznych stowarzyszeń naukowych: International Association for People – Environment Studies (IAPS), Kingston, Euro-Facilities Management (EuroFM), Bruksela, European Association for Architectural Studies (EAAE), Bruksela.
Andrzej Niezabitowski należał lub należy do szeregu krajowych stowarzyszeń naukowych: Komitetu Urbanistyki i Architektury PAN w Warszawie przez pięć kolejnych kadencji w latach 1984–1996, Komisji Urbanistyki i Architektury O/PAN w Katowicach od 1973, gdzie pełnił funkcję przewodniczącego od 1996 do 2013 r., Stowarzyszenia Historyków Sztuki (SHS) w latach 1978–1989 oraz do Polskiego Towarzystwa Estetycznego (od 2004).

## Dorobek dydaktyczny
Andrzej Niezabitowski prowadził wykłady z pięciu przedmiotów (historia architektury powszechnej nowożytnej, historia architektury współczesnej, teoria architektury, psychologia architektury, projektowanie w kontekście kulturowym). W ramach projektu Tempus European Project S-JEP 11408 - 96 wraz z Elżbietą Niezabitowską oraz z profesorami z Glasgow, Eindhoven i Göteborga wprowadził do programu studiów na Wydziale Architektury Pol. Śl. przedmiot Ocena i zarządzanie jakością przestrzeni w architekturze (1997 -1999). Promował ok. 50 prac dyplomowych z dziedziny adaptacji i rewaloryzacji zabytkowych obiektów architektonicznych z czego dwie uzyskały wyróżnienia w Konkursie im. Skrypija i Nowickiego. Jest trzykrotnym laureatem nagrody Złotej kredy dla najlepszego wykładowcy roku, oraz odznaczonym medalem Komisji Edukacji Narodowej.

## Dorobek organizacyjny
Andrzej Niezabitowski na przestrzeni lat zajmował szereg stanowisk akademickich:
- Prodziekana Wydz. Arch. Politechniki Śląskiej ds. Studenckich (1983–1986)[1].
- Prodziekana Wydz. Arch. Politechniki Śląskiej ds. Ogólnych (1986–1989)[1].
- Dziekana Wydz. Architektury Pol. Śl. (dwie kadencje: 1993–1996, 1996–1999)[1].
- Kierownika Katedry Historii i Teorii Architektury (1991–2013)[1].
- Kierownika Zakładu Historii Architektury Powszechnej i Teorii Architektury[1].
- Członka Senatu Politechniki Śląskiej (jako Dziekan Wydz. Arch., 1993–1999, jako przedstawiciel profesorów Wydziału Architektury 2005–2012).

## Nagrody i odznaczenia
Andrzej Niezabitowski jest laureatem szesnastu nagród Rektora Politechniki Śląskiej za osiągnięcia naukowe i dydaktyczne. Ponadto otrzymał:
- Złoty Krzyż Zasługi (1988)[4],
- Medal Komisji Edukacji Narodowej (2000)[4],
- Medal „Zasłużonemu dla Politechniki Śląskiej” (1996)[4],
- Wyróżnienie Ministra Gospodarki Przestrzennej i Budownictwa za naukowe kierownictwo wyróżnionej pracy doktorskiej (1996),
- Nagrodę Zespołową Ministra Nauki i Szkolnictwa Wyższego za współautorstwo podręcznika akademickiego „Budynek Inteligentny” (2006),
- Wyróżnienie Ministra Infrastruktury za naukowe kierownictwo nagrodzonej pracy doktorskiej (2003),
- Nagrodę Komitetu Architektury i Urbanistyki PAN, im. Marka Witruwiusza za najlepszą książkę w dziedzinie architektury i urbanistyki w 2018 r.[5]

## Wybrane publikacje
- O budowie przestrzennej dzieła architektury, Zeszyty Naukowe Pol. Śl. nr 628, Gliwice 1979.
- Wybrane problemy teoretyczne relacji między człowiekiem a sztucznym środowiskiem przestrzennym w aglomeracjach przemysłowych (na przykładzie GOP-u), Zeszyty Naukowe Pol.Śl., nr 628, Gliwice 1991.
- Architektura organiczna Hugona Häringa. Doktryna – oddziaływania – analogie, Zeszyty Naukowe Pol.Śl, nr 1109, Gliwice 1991.
- O strukturze przestrzennej obiektów architektonicznych, Wyd. Śląsk, Katowice 2017.
- On the spatial structure of architectonic objects, Wyd. Śląsk, Katowice 2018.

Źródło: „Ludzie nauki” portalu Nauka Polska